# PRIDE (今井美樹の曲)
「PRIDE」（プライド）は、今井美樹の12枚目のシングル。1996年11月4日発売。発売元はフォーライフ・レコード（現：フォーライフミュージックエンタテイメント）。作詞・作曲は後に彼女の夫になる元BOØWY,COMPLEXのメンバーでギタリストの布袋寅泰。

## 解説
フジテレビ系ドラマ『ドク』主題歌。第11回ザテレビジョンドラマアカデミー賞で主題歌賞を受賞。
今井の代表曲であり現在最大のヒット曲でもある。今井自身にも思い入れの強い楽曲で、ライブでも定番曲となっている。
当時プロデューサーとして関わっていた布袋寅泰が作詞・作曲・編曲・ギターで参加。
本作は布袋がプロデュースした楽曲でも最大のヒット曲となる。
2006年『第57回NHK紅白歌合戦』にこの曲で出演、メディアやテレビ番組への露出がおおよそ無い布袋もギタリストとして出演した。布袋は正式出場歌手ではないが、夫婦共演となり、かつてBOØWYやソロのヒットでも紅白出場を辞退していた布袋が初めて出演したことも併せて話題となった。

## 批評
秋元康はオリコンウィークリー1997年Vol.19合併号のインタビューで「最近詞で何か印象に残るものは?」の問いに、「今井美樹の『PRIDE』。あの詞を僕らのような職業作詞家ではなく、アーティストに書かれたことはすごいショック。起承転結があって、僕にはきちんと構成がまとまっているように見える」と答えている。

## チャート成績
「Miss You」以来となるドラマ主題歌となった。発売週のオリコンシングルチャートでは、前作の累計売上の約2倍となる初動売上を記録。『ドク』の高視聴率と共に売上も伸び、最終的には160万枚を超える大ヒット曲となった。約1ヶ月間上位をキープし続けた後、ドラマが終盤となった12月下旬に、再び返り咲きで2週連続の同チャート1位を獲得した。
「Miss You」以来、自身3作目のオリコンシングルチャート1位を記録。『PIECE OF MY WISH』以来、自身2作目のミリオンセラーも達成した。

## 収録曲
全作詞・作曲・編曲：布袋寅泰
1. PRIDE
歌詞の内容は、恋をした女性が、「今は恋人を愛することが私のプライド」と考え、生きていくもの。歌詞のテーマがOLなどの若い女性層に高い人気を集め、カラオケの定番曲となった。発売が11月だったため、1996年度の集計期間は短かったが、翌1997年のオリコンカラオケリクエストチャートでは長期間上位にランクインした。その後も「PIECE OF MY WISH」と並び定番曲として歌われる。同名アルバム『PRIDE』にも収録。こちらもミリオンセラーを達成した。
2. 永遠のメモリー
3. PRIDE (Instrumental Version)

## 主なカヴァー
- 稲垣潤一 - アルバム『男と女2』収録…大橋純子とのデュエットであるため、タイトルは「PRIDE(duet with 大橋純子)」となっている。
- 岩崎宏美 - アルバム『Dear Friends IV』収録
- エリック・マーティン - アルバム『Mr.Vocalist』収録
- The JADE - アルバム『手紙』収録
- 徳永英明 - アルバム『VOCALIST 3』収録
- 布施明 - アルバム『Ballade II』収録
- 美吉田月 - アルバム『pure flavor #1～color of love～』収録
- リリアン・デイビス - アルバム『パリのカフェから』収録（※AGF CMソング）
- 樹里からん - アルバム『TORCH』収録
- 大石まどか - アルバム「エンカのチカラプレミアム≪青盤≫」収録
- 麻倉未稀 - アルバム『人生はドラマ これからも続く私のヒーロー物語』収録
- 上白石萌音 - アルバム『あの歌2』収録